# Opel Rekord P1
La Rekord P1 è un'autovettura di fascia medio-alta prodotta dal 1957 al 1960 dalla Casa automobilistica tedesca Opel. In realtà, questa vettura fu commercializzata come Olympia Rekord P, conservando quindi la vecchia denominazione del modello che l'aveva preceduta. Ma dal 1960, con l'avvento della Rekord P2 che sostituì la P1 (e che invece rinunciò al nome Olympia), la Olympia Rekord P venne ridenominata come Rekord P1, anche se a quel punto non era più in produzione (eccezion fatta per la sua versione economica, la 1200). La denominazione divenne quindi Rekord P1 e per questo la Olympia Rekord P viene solitamente trattata nell'ambito della storia della Rekord.

## Storia e profilo
La vettura venne presentata appunto come Olympia Rekord P il 13 agosto 1957 a Rüsselsheim, sede storica della Opel. Fu l'allora amministratore delegato Opel, Edward Zdunek, a tenere a battesimo l'esordio della nuova berlina. Lo sviluppo del nuovo modello richiese tre anni e mezzo di lavoro da parte dei progettisti e dei responsabili di progetto della Opel, ma anche investimenti ben superiori ai 30 milioni di marchi, con i primi prototipi risalenti al 1955.

### Design esterno ed interno

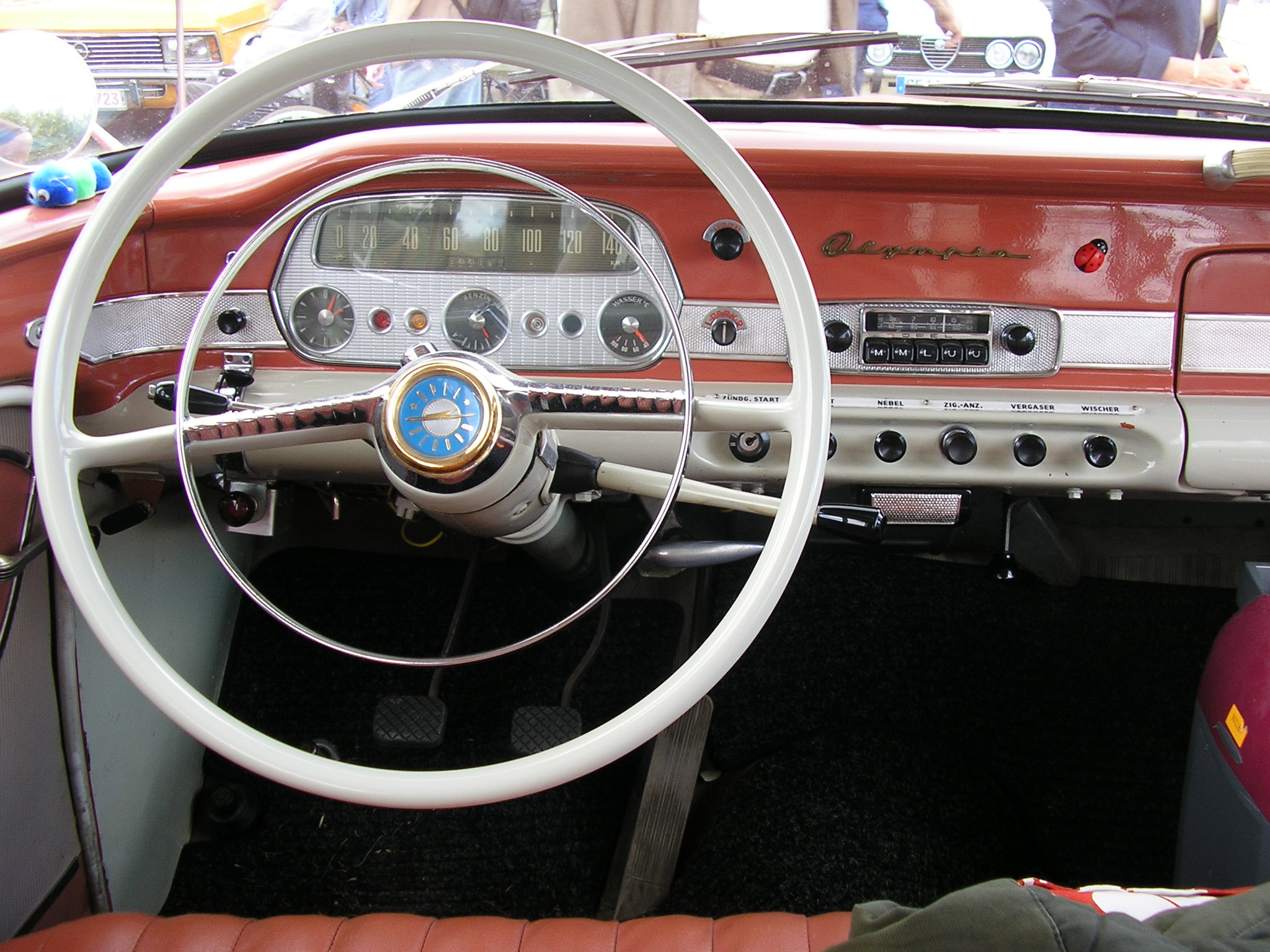
La plancia

Stilisticamente, la Rekord P1 si differenziava dalle Olympia Rekord fino a quel momento prodotte per il consistente allungamento della coda, dotata fra l'altro di pinne più pronunciate. Ciò comportò un aumento di 22 cm negli ingombri longitudinali, a fronte di un passo rimasto invariato rispetto alle ultimissime Olympia Rekord. Il frontale riprese grosso modo quanto già visto nella precedente Olympia Rekord, con una grande "bocca" di forma ovale e tondi proiettori semincassati nei parafanghi. Una delle particolarità più interessanti della Rekord P1 fu senza dubbio l'introduzione di parabrezza e lunotto panoramici (da cui la P utilizzata nella denominazione ufficiale Olympia Rekord P), cioè dal disegno avvolgente grazie al quale andavano a costituire una piccola parte delle superfici vetrate laterali. Tale soluzione permise fra l'altro di ampliare proprio tali superfici, cosicché l'abitacolo poté beneficiarne in termini di luminosità. Dato il particolare disegno di parabrezza e lunotto, i montanti anteriori e posteriori assunsero un andamento rovesciato, ed anche questo fu uno dei tratti distintivi della Rekord P1. Altro segno distintivo nello stile della Rekord P1 fu la linea di fiancata che partendo da dietro i fari anteriori discendeva lentamente fino ad incontrare il parafango posteriore, per poi risalire leggermente fino a raggiungere la coda, sotto ai gruppi ottici posteriori. Si è già parlato di uno dei motivi che spinse ad utilizzare la denominazione di Rekord P1, e cioè il fatto di voler stabilire un filo continuo con la successiva Rekord P2. Ma un motivo più concreto stava nel fatto che sui parafanghi e sul cofano del bagagliaio venne comunque utilizzata la semplice denominazione Rekord, segno che la stessa Casa di Rüsselsheim stava credendo sempre di più all'utilizzo del solo nome Rekord. Ciò non avvenne invece nell'abitacolo, dove la plancia in tinta con la carrozzeria recava invece la denominazione Olympia. Gli interni furono proposti in stile americano, come peraltro anche le linee esterne, e quindi ecco che il volante era caratterizzato dal clacson di forma circolare e concentrico alla corona, una soluzione utilizzata sovente anche da altri costruttori tedeschi dell'epoca. I passeggeri anteriori trovavano posto in una panca integrale come anche nella fila posteriore. La strumentazione era costituita da un tachimetro a nastro a sviluppo orizzontale, sotto al quale trovavano posto un orologio, un indicatore del livello di carburante e l'indicatore della temperatura dell'acqua, quest'ultimo raggruppato assieme ad altre spie secondarie di servizio. Al centro della plancia, oltre alla targhetta con il nome Olympia, era montato anche lo specchietto retrovisore.

### Struttura, meccanica e motori
Come già la Olympia Rekord e le precedenti Olympia e Kadett, la Rekord P1 confermò la soluzione della struttura a scocca portante, soluzione che già negli anni '50 del secolo scorso stava divenendo un punto fermo quasi irrinunciabile nella produzione nella progettazione di un'auto. L'architettura meccanica era del tipo a motore anteriore longitudinale e trazione posteriore. La meccanica telaistica comprendeva un avantreno a ruote indipendenti con quadrilateri trasversali e molle elicoidali ed un retrotreno a ponte rigido con molle a balestra. Gli ammortizzatori erano idraulici e telescopici su entrambi gli assi. Quanto all'impianto frenante, esso era a quattro tamburi, con freno a mano di tipo meccanico a cavo, mentre lo sterzo era del tipo a circolazione di sfere.
Uno solo il motore utilizzato dalla Rekord P1 all'inizio della sua carriera, ossia un'unità da 1488 cm³ a valvole in testa, in grado di erogare fino a 45 CV di potenza massima. Unica anche la variante di trasmissione scelta dalla Casa, vale a dire un cambio manuale a 3 marce.

### Evoluzione del modello

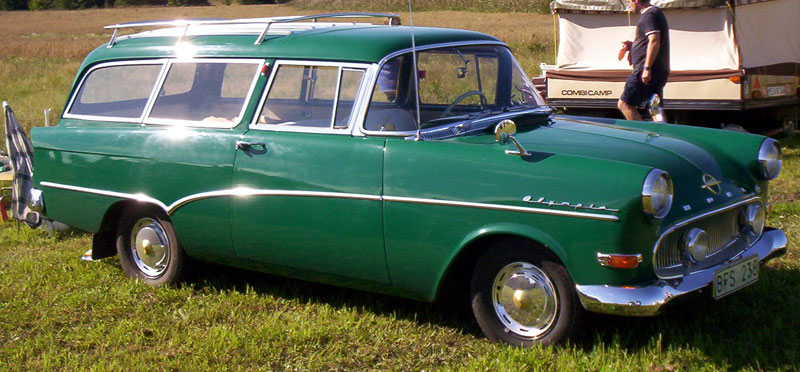
Una Rekord P1 Caravan

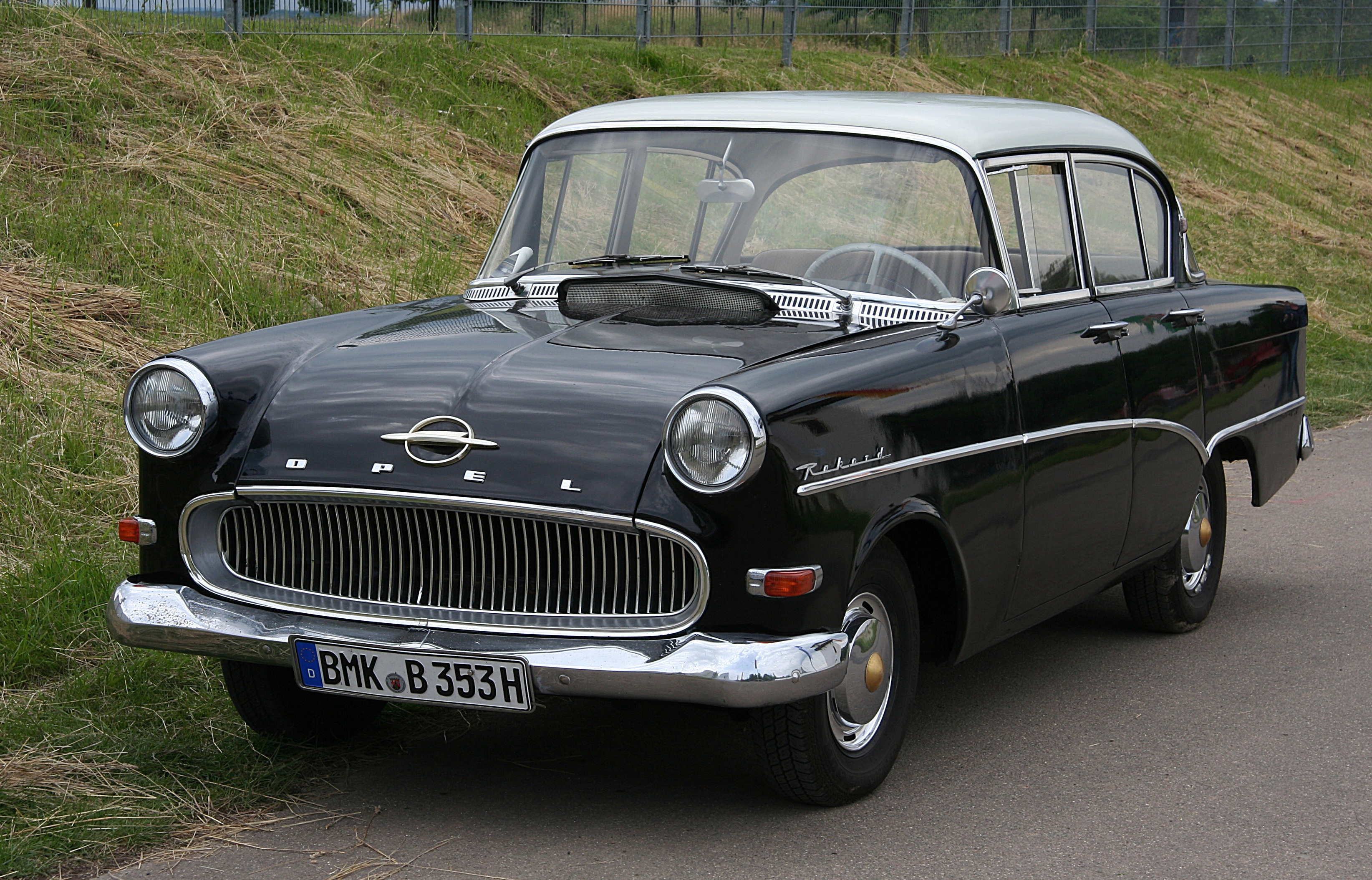
Una Rekord P1 4 porte

La produzione cominciò proprio in quel mese di agosto del 1957, inizialmente solo come berlina a 2 porte, ma non passò molto tempo prima di arrivare ad un ampliamento della gamma. Fu infatti già ad ottobre che la gamma si sdoppiò con l'arrivo della versione Caravan, ossia la giardinetta, anch'essa disponibile solo con due porte laterali, ma con in più un vero portellone per l'accesso all'ampio vano bagagli, ampliabile mediante la rimozione del divano posteriore. Nella stessa occasione, gli allestimenti divennero due, uno standard ed uno semplificato: in quel caso la vettura prese semplicemente il nome di Olympia. Il mese successivo, un ulteriore ampliamento si ebbe con l'arrivo della versione furgonata. Nel febbraio del 1958, il tergicristalli divenne a due velocità, mentre sei mesi dopo divenne disponibile a richiesta anche un cambio con frizione automatica Olymat. Un anno dopo, nell'estate del 1959, la versione Olympia con allestimento economico scomparve dal listino, sostituita dalla Opel 1200, praticamente una Rekord P1 con motore da 1,2 litri e soli 40 CV di potenza massima. Tale modello diverrà una versione cuscinetto in attesa della prima generazione della Kadett A. Nello stesso periodo, la normale Rekord P1 con motore da 1,5 litri vide la propria potenza salire a 50 CV per differenziarsi maggiormente dalla neonata 1200, mentre al vertice della gamma venne introdotta una nuova versione con motore da 1680 cm³ e con 55 CV di potenza massima. Verrà introdotta la berlina a 4 porte. Furono gli ultimi aggiornamenti alla gamma: nel luglio del 1960 la Rekord P1 venne tolta di listino, sostituita dalla Rekord P2. La 1200 fu l'unica Rekord P1 a sopravvivere, ancora per due anni circa, anzi: in alcuni mercati venne proposta anche con il già noto motore da 1,5 litri. In totale ne vennero prodotti 816.955 esemplari (di cui 589.863 esemplari di Rekord P1 con carrozzeria berlina, 13.695 di Olympia in allestimento economico, 184.239 in versione giardinetta e 29.158 in versione furgonetta), più 67.952 esemplari di Opel 1200.

### Tabella riepilogativa
Di seguito vengono riepilogate le caratteristiche della Rekord P1 nell'arco della sua breve carriera commerciale. I dati riportati non comprendono la versione 1200, che viene trattata a parte:
| Opel Rekord P1 (Olympia / Olympia Rekord P) - 1957-60 |             |              |            |                |               |                    |              |                     |                    |                    |                    |                          |
| Modello                                               | Carrozzeria | Motore       | Cilindrata | Potenza CV/rpm | Coppia Nm/rpm | Massa a vuoto (kg) | Velocità max | Acceler. 0–100 km/h | Consumo (l/100 km) | Anni di produzione | Esemplari prodotti | Prezzo all'epoca (in DM) |
| Olympia                                               | Berlina 2p  | OHV Four 1.5 | 1488       | 45/3900        | 100/2300      | 910                | 128          | 24"                 | 9,5                | 10/1957-07/1959    | 13.695             | 5.785                    |
| Olympia                                               | Caravan     | OHV Four 1.5 | 1488       | 45/3900        | 100/2300      | 1.000              | 125          | 27"                 | 10,5               | 10/1957-07/1959    | 109.283            | 6.845                    |
| Olympia                                               | Furgonetta  | OHV Four 1.5 | 1488       | 45/3900        | 100/2300      | 1.000              | 125          | 27"                 | 10,5               | 11/1957-07/1959    | 15.136             | 6.335                    |
| Olympia                                               | Furgonetta  | OHV Four 1.5 | 1488       | 50/4000        | 108/2100      | 1.000              | 125          | 27"                 | 10,5               | 08/1959-07/1960    | 8.211              | 6.335                    |
| Olympia                                               | Furgonetta  | OHV Four 1.7 | 1680       | 55/4000        | 122/2100      | 1.000              | 130          | 22"                 | 10,5               | 08/1959-07/1960    | 5.811              | 6.410                    |
| Olympia Rekord P 1.5                                  | Berlina 2p  | OHV Four 1.5 | 1488       | 45/3900        | 100/2300      | 910                | 128          | 24"                 | 9,5                | 08/1957-07/1959    | 370.985            | 6.385                    |
| Olympia Rekord P 1.5                                  | Berlina 2p  | OHV Four 1.5 | 1488       | 50/4000        | 108/2100      | 920                | 128          | 24"                 | 9,5                | 08/1959-07/1960    | 120.252            | 6.545                    |
| Olympia Rekord P 1.5                                  | Berlina 4p  | OHV Four 1.5 | 1488       | 50/4000        | 108/2100      | 950                | 128          | 24"                 | 9,5                | 08/1959-07/1960    | 120.252            | 7.035                    |
| Olympia Rekord P 1.5                                  | Caravan     | OHV Four 1.5 | 1488       | 50/4000        | 108/2100      | 1.000              | 125          | 27"                 | 10,5               | 08/1959-07/1960    | 51.283             | 6.845                    |
| Olympia Rekord P 1.7                                  | Berlina 2p  | OHV Four 1.5 | 1680       | 55/4000        | 122/2100      | 920                | 132          | 20"                 | 9,5                | 08/1959-07/1960    | 98.626             | 6.620                    |
| Olympia Rekord P 1.7                                  | Berlina 4p  | OHV Four 1.5 | 1680       | 55/4000        | 122/2100      | 950                | 132          | 20"                 | 9,5                | 08/1959-07/1960    | 98.626             | 7.110                    |
| Olympia Rekord P 1.7                                  | Caravan     | OHV Four 1.5 | 1680       | 55/4000        | 122/2100      | 1.000              | 130          | 22"                 | 10,5               | 08/1959-07/1960    | 23.673             | 6.920                    |

### LeP1"speciali"

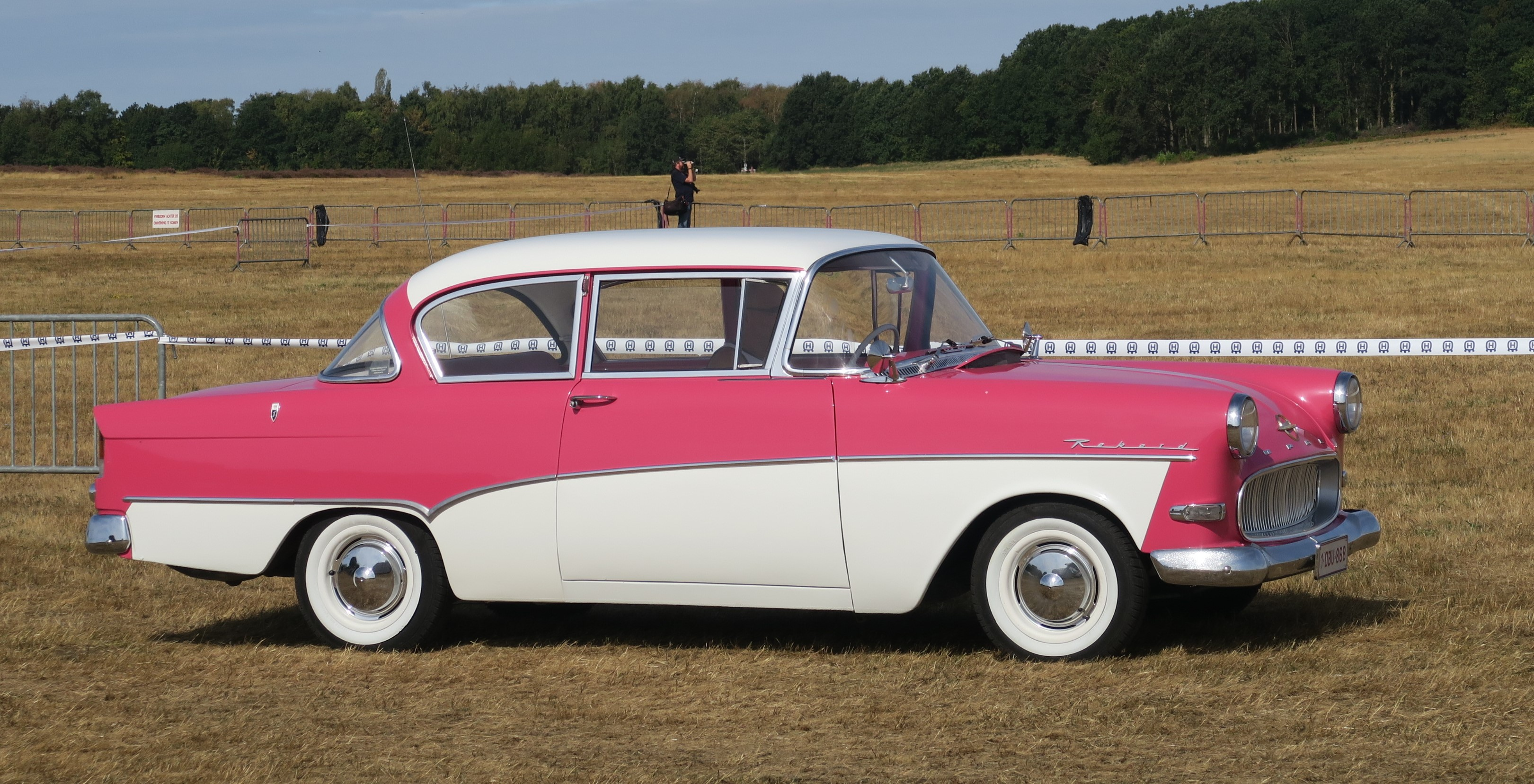
Una Opel Rekord Ascona

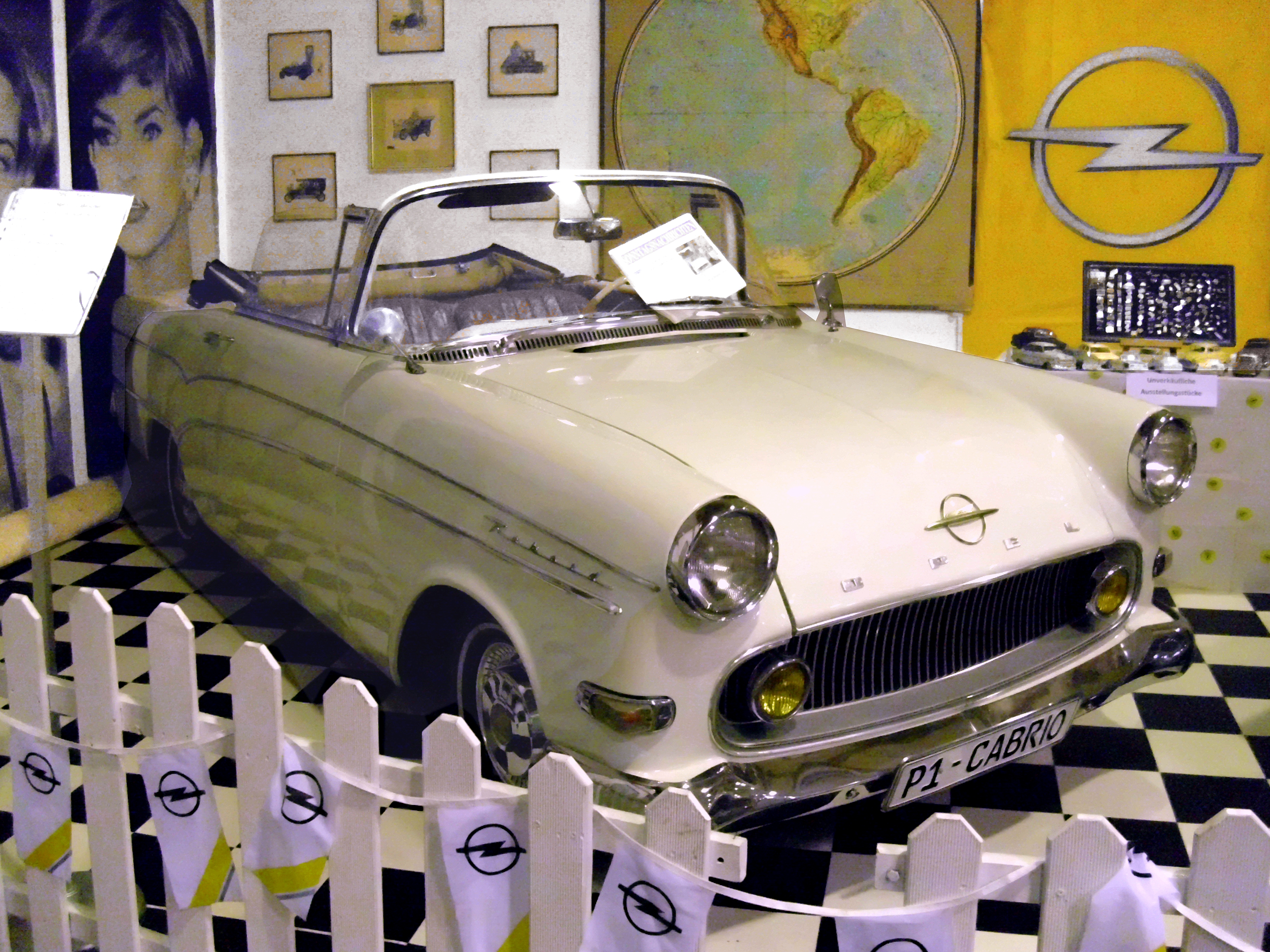
Una fuoriserie cabriolet di Autenrieth

La Rekord P1 venne prodotta anche nello stabilimento svizzero di Bienne, dove le vetture ivi prodotte vennero destinate al mercato locale e denominate Rekord Ascona, dal nome della rinomata località di Ascona, sempre in Svizzera. La Rekord Ascona si distingueva per un allestimento ricco e ricercato, che comprendeva fra l'altro interni in pelle e verniciatura bicolore sia all'esterno che nell'abitacolo, in particolare nella plancia. Il motore utilizzato fu un inedito 1.5 da 55 CV. Il nome Ascona verrà ripreso anni dopo dalla Opel per identificare la sua berlina di fascia media, prodotta in tre generazioni dal 1970 al 1988.
La Rekord P1 fu prodotta inoltre in Sudafrica, presso lo stabilimento di Port Elizabeth: qui la berlina tedesca venne prodotta quasi esclusivamente con guida a destra per essere destinata al mercato locale. Una particolare versione specifica per quel mercato fu la Pick-up, che recò la denominazione Olympia sui parafanghi. Un numero assai limitato di esemplari di pick-up venne assemblato però anche con guida a sinistra e destinato in Europa.
Infine, la carrozzeria Autenrieth di Darmstadt propose una trasformazione in coupé e cabriolet su base Rekord P1: ventotto furono gli esemplari trasformati, di cui solo tre furono coupé e i restanti 25 furono cabriolet.